# Błaszki (gmina)
Błaszki – gmina miejsko-wiejska w województwie łódzkim, w powiecie sieradzkim. W latach 1975–1998 gmina położona była w województwie sieradzkim.
Siedziba gminy to Błaszki (dawniej Borysławice).
Według danych z 30 czerwca 2004 gminę zamieszkiwało 15 201 osób. Natomiast według danych z 31 grudnia 2017 roku gminę zamieszkiwało 14 658 osób. Z najnowszych danych na dzień 31 grudnia 2024 gminę zamieszkiwało 13 880 osób.

## Struktura powierzchni
Według danych z roku 2002 gmina Błaszki ma obszar 201,63 km², w tym:
- użytki rolne: 84%
- użytki leśne: 9%

Gmina stanowi 13,52% powierzchni powiatu.

## Władza
Lata kadencji burmistrza gminy Błaszki: dane od 1973 roku, 
- 1973-1977: Mieczysław Wojciechowski - Naczelnik miasta i gminy.
- 1977-1981: Idzi Mikołajczyk - Naczelnik miasta i gminy.
- 1981-1984: Henryk Szturma - Naczelnik miasta i gminy.
- 1984-1990: Lucjan Noweta - Naczelnik miasta i gminy.
- 1990-1995: Włodzimierz Wolski
- 1995-1998: Krzysztof Stępiński
- 1998-2002: Piotr Świderski
- 2002–2006: Krzysztof Stępiński[8]

- 2006–2010: Krzysztof Stępiński[9]
- 2010–2014: Piotr Świderski
- 2014–2018: Karol Rajewski
- 2018–2024: Piotr Świderski
- 2024–2029: Piotr Świderski[10]

## Rezerwaty przyrody
Na terenie gminy znajduje się  rezerwat przyrody Wrząca chroniący kwaśną buczynę niżową w postaci wysokopiennego lasu bukowego ze słabo wykształconym podszytem i ubogim florystycznie runem.

## Demografia

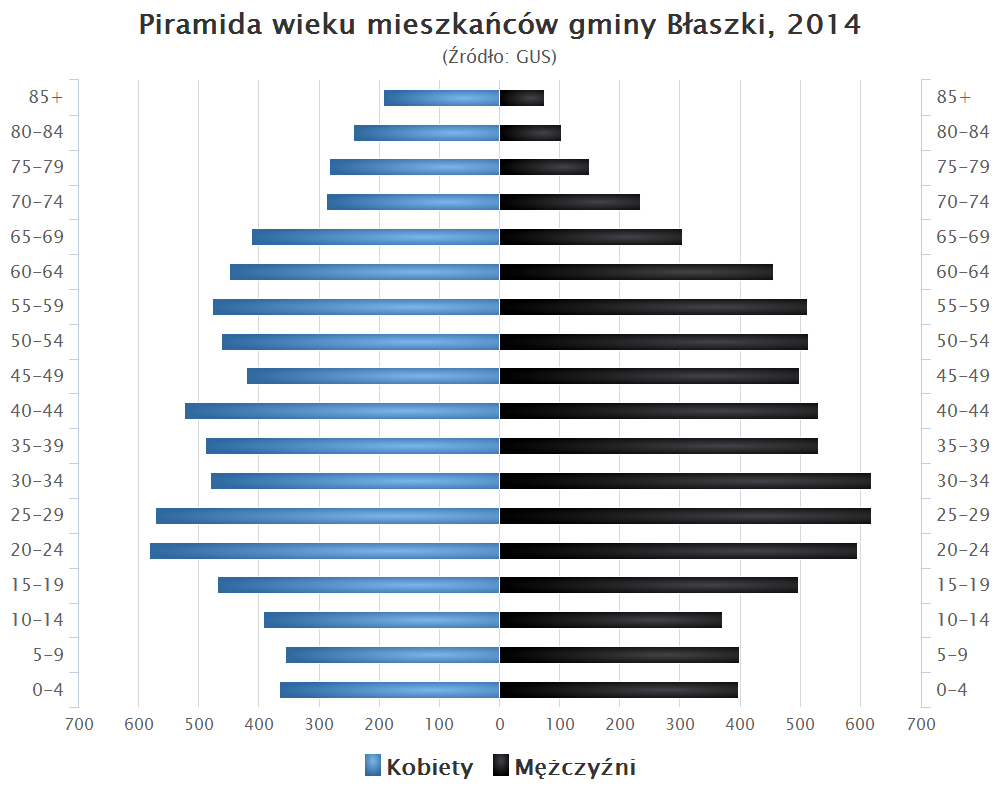
Piramida wieku mieszkańców gminy Błaszki w 2014 roku

Dane z 30 czerwca 2004:
| Opis                              | Ogółem | Ogółem | Kobiety | Kobiety | Mężczyźni | Mężczyźni |
| --------------------------------- | ------ | ------ | ------- | ------- | --------- | --------- |
| jednostka                         | osób   | %      | osób    | %       | osób      | %         |
| populacja                         | 15 201 | 100    | 7642    | 50,3    | 7559      | 49,7      |
| gęstość zaludnienia (mieszk./km²) | 75,4   | 75,4   | 37,9    | 37,9    | 37,5      | 37,5      |

## Miejscowości

### Sołectwa
Adamki, Borysławice, Brończyn, Brudzew, Bukowina, Chabierów, Chociszew, Chrzanowice, Cienia, Domaniew, Garbów, Golków, Gorzałów, Gruszczyce, Grzymaczew, Gzików, Jasionna, Kalinowa, Kamienna-Kolonia, Kamienna-Wieś, Kije Pęczek, Kobylniki, Kociołki, Kołdów, Korzenica, Kwasków, Lubanów, Łubna-Jakusy, Łubna-Jarosłaj, Maciszewice, Morawki, Mroczki Małe, Nacesławice, Niedoń, Orzeżyn, Romanów, Równa, Sarny, Sędzimirowice, Skalmierz, Smaszków, Stok Nowy, Stok Polski, Sudoły, Suliszewice, Tuwalczew, Włocin-Kolonia, Włocin-Wieś, Wojków, Woleń, Wójcice, Wrząca, Zawady, Żelisław, Żelisław-Kolonia.

### Pozostałe miejscowości
Brzozowiec, Kąśnie, Kokoszki, Kopacz, Kostrzewice, Kwasków (kolonia), Marianów, Pęczek, Wilczkowice, Zaborów.

## Sąsiednie gminy
Brąszewice, Brzeziny, Goszczanów, Szczytniki, Warta, Wróblew